# Kogukcshon kogurjói király
Kogukcshon (Gogukcheon), más néven Kugjang (Gugyang) (? – 197) az ókori Kogurjo (Goguryeo) állam kilencedik királya volt.

## Élete
Sinde (Sindae) király másodszülött fiaként jött világra. A jonna-pui (yeonna-bui) I Szo (우소, U So) lányát vette feleségül. 184-ben öccsét, Kjeszut (계수, Gyesut) küldte a támadó kínaiak ellen, de nem tudott győzni, így a király maga vezette a sereget győzelemre.
Nevéhez fűződik az úgynevezett csinde (jindae) (진대) törvény bevezetése, melynek keretében a rászoruló parasztok gabonát kölcsönözhettek az állami raktárakból. Ez a törvény még a Csoszon (Joseon)-korban is létezett több mint 1200 évvel később.
191-ben kinevezte főminiszterré a tehetséges, paraszti származású Ul Phaszót (Ul Pa-seót) (을파소), megszakítva a korábbi örökletes hivatali kinevezések rendjét és bevezetve helyette az érdem alapú előléptetést.
Uralkodása alatt megszilárdult az államszervezet, az eredetileg klánközpontokat jelentő területeket tartományokká alakították (pu (bu)) és az égtájakról nevezték el őket. A klánvezetők alkották az új arisztokrata réteget, a testvéri trónöröklést pedig felváltotta az apa-fiú öröklési rendszer. A királyok rendszeresen a Csollo-pu (Jeollo-bu) klánból választottak feleséget, így biztosítva az uralkodóház politikai támogatottságát.
Gyermeke nem született, a trónon testvére követte, aki feleségül vette bátyja özvegyét.